# マーティン・ウィクラマシンハ
マーティン・ウィクラマシンハ （シンハラ語: මාර්ටින් වික්‍රමසිංහ、1890年5月29日 - 1976年7月23日）は、スリランカの作家。20世紀の近代シンハラ文学を代表する作家の1人である。リアリズムと口語体による近代小説のスタイルを確立して高い評価を受けるとともに、その後のスリランカ作家に大きな影響を及ぼした。

## 生涯
1890年のイギリス領セイロン南部のコッガラで生まれる。11歳で父親が死去し、経済的な事情で学校を中退する。コッガラの僧からシンハラ語、サンスクリット語、英語を習う。復学するも長くは続かず、16歳から家計を支えるためにコロンボへ出て商店で働く。英語の文献からダーウィンの進化論やキリスト教に興味を持ち、ヨーロッパの作家を読む。それと並行して、最初のシンハラ大衆作家とも言われるピヤダーサ・シリセーナやW・A・シルワの作品、そして古典であるヴェーダ文献のウパニシャッド、仏教譚のジャータカなども読んで見識を広めた。
30歳で新聞記者として働き、さまざまなペンネームを用いて、シンハラ語の新聞や、多数の学術誌に記事や論文を寄稿した。ロシア革命以前のロシアの文芸作品に傾倒して、1950年代には文芸雑誌でロシア文芸を紹介している。1944年からは、イギリス植民地時代のスリランカを舞台とした小説『変わりゆく村（ガンペラリヤ）』を発表して、第2部にあたる『変革の時代（カリユガヤ）』（1957年）、第3部にあたる『時の終焉（ユガーンタヤ）』（1948）によって3部作として完結した。
ヨーロッパの戯曲がシンハラ語で翻訳上演されるようになると、その表現について批判をすることもあった。また、同時代のスリランカ作家で『亡き人』や『お命日』の2部作でベストセラーを出したE・R・サラッチャンドラとは論争を繰り広げた。
1974年にスリランカ大統領賞を受賞。1976年に、コロンボ近郊のナーワラの自宅で死亡した。故郷のコッガラ村には、その活動を記念して民俗博物館が建てられた。

## 作品
3部作の第1部『変わりゆく村』は、コッガラ村で伝統を守る中流の旧家ムハンディラム一族と、新興の資産階級との対立を描いた作品だった。第2部の『変革の時代』では、世代が代わってコロンボへ移り住んだ一族が登場し、上流階級や贅沢に魅了された両親に反対する息子の対立が描かれる。第3部である最終作『時の終焉』においては、労働者と資産家の階級対立とともに村社会が変容する様子を描いた。当初のウィクラマシンハは、『変わりゆく村』の執筆時には3部作を意識していなかった。しかし、当時のセイロンの独立運動に影響を受けて、第3部にあたる『時の終焉』の執筆を決めた。こうして同時代を題材とした第3部が先に完成し、第2部はその後に完成となった。
この3部作はドストエフスキーとの比較で評価もされており、1965年にはロシア語に翻訳されて10万部以上を売り上げた。3部作はスリランカの映画監督レスター・ジェームス・ピーリスによって映画化されて、1965年のニューデリーの第3回インド国際映画祭で『変わりゆく村』が金孔雀賞、1986年に『時の終焉』が最優秀映画賞を受賞した。
その他のベストセラーとして、1957年に年間最優秀作品賞に選ばれた『蓮の道』がある。ウィクラマシンハの作品は、タミル語、英語、ロシア語、中国語、ルーマニア語、ブルガリア語、オランダ語、フランス語、イタリア語、日本語にも訳されている。

## 日本語訳著作
- ගම්පෙරළිය (1944) 『変わりゆく村』　野口忠司・縫田健一訳、大同生命国際文化基金〈アジアの現代文芸〉、2010年。
- සහ කලියුගය (1957)『変革の時代』　野口忠司訳、大同生命国際文化基金〈アジアの現代文芸〉、2011年。
- යුගාන්තය (1949)『時の終焉』　野口忠司訳、大同生命国際文化基金〈アジアの現代文芸〉、2012年。
- විරාගය 『蓮の道 - スリランカ・シンハラ文学』　野口忠司訳、南船北馬舎、2002年。